# Экстро 3: Проклятие небес
«Экстро 3: Проклятие небес» — художественный фильм, фантастика с элементами триллера. Фильм также известен под названием Экстро 3: Следите за небом. Фильм выпущен через четыре года после выхода второй части трилогии Экстро 2.

## Сюжет
Группа морских пехотинцев направляется на безлюдный остров в Тихом океане. Ранее в 1950-х годах на острове располагалась секретная военная база. Цель прибытия военных — уничтожение оставшихся следов деятельности сотрудников базы. По прибытии солдаты обнаруживают человеческие скелеты, опутанные паутиной деревья и больших размеров бетонный куб, являющийся основной целью уничтожения прибывших солдат. Однако взрыв куба не решает всех проблем, он лишь их умножает — взрыв освободил из куба смертельное инопланетное существо, способное, подобно хамелеону, приобретать цвета окружающей его среды. Таким образом численность солдат начинает понемногу уменьшаться, но вскоре оставшиеся в живых находят хронику вивисекции и вскрытия инопланетян. Хроника открыла мотивы убийств инопланетного существа — месть тем, кто привёз его на остров и проводил жестокие эксперименты.
Тем временем генерал, находящийся далеко от острова, получив информации о плохом состоянии дел решает бомбить остров. Но всё-таки после бомбёжки несколько человек выживают и захватывают с собой видеохроники.